# Inbördeskriget i Guinea-Bissau
Inbördeskriget i Guinea-Bissau utlöstes genom en statskupp mot president João Bernardo Vieira ledd av brigadgeneral Ansumane Mané i juni månad 1998. Stridigheter mellan å ena regeringsstyrkor, uppbackade av grannstaterna, samt rebeller ledde till att freden slöts i november 1998, så att val kunde hållas kommande år. Nya stridigheter utbröt i maj 1999, och ledde till president João Bernardo Vieiras avgång.